# Lądowacenie
Lądowacenie, lądowienie – proces przekształcania środowiska wodnego w lądowe. Lądowacenie może zachodzić w skali geologicznej (regresja morza) lub ekologicznej (lądowienie jezior). W przypadku lądowienia wielkich jezior, może trwać ono równie długo i obejmować równie szerokie obszary, jak lądowienie mórz.
W tektonice lądowacenie jest wynikiem ruchów lądotwórczych – wielkoskalowych ruchów pionowych skorupy ziemskiej. Część nowych lądów może powstawać także w wyniku ruchów górotwórczych, których skutkiem jest wypiętrzenie wysp.

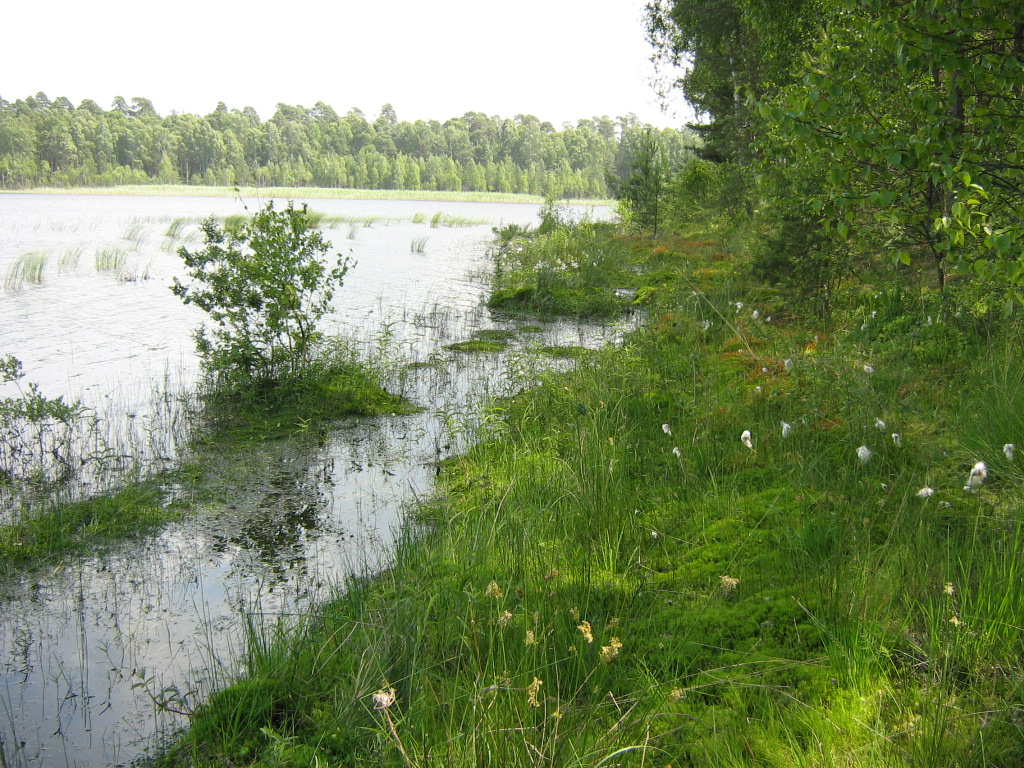
Zarastające płem torfowcowym Jezioro Krasne w Borach Tucholskich

W ekologii na lądowacenie (zalądowienie) zbiornika wodnego składa się akumulacja osadów, czyli nanoszenie (również nawiewanie) i sedymentacja materii, która wypełniając misę jeziorną powoduje jej wypłycanie oraz zarastanie przez roślinność. Szczegóły lądowacenia zbiorników zależą od różnych czynników – nanoszenie osadów jest szybsze w jeziorach mających dopływy, przy czym osady z jezior przepływowych są jednocześnie wypłukiwane. W jeziorach o misie mającej łagodne zbocza osady wypłycają litoral, co z kolei ułatwia zasiedlanie przez makrofity, w jeziorach o stromych zboczach misy osady są najpierw spłukiwane do głębszych rejonów. W zbiornikach eutroficznych sedymentująca materia składa się w dużej mierze z biomasy (detrytus pochodzący ze szczątków organizmów planktonowych lub makrofitów), która w zależności od stopnia rozkładu i warunków fizyczno-chemicznych przekształca się w gytię lub torf. Najszybciej wypłycają się zbiorniki płytkie i żyzne – łatwe do zasiedlenia przez roślinność szuwarową, np. starorzecza lub zatoczki. Wypłycanie wiąże się z sukcesją zbiorowisk roślinnych. Kolejność stadiów sukcesji jest zbliżona do kolejności stref roślinności wodno-błotnej, choć nie zawsze się z nią pokrywa. Po zbiorowiskach elodeidów następują zbiorowiska nymfeidów, następnie szuwaru wysokiego, szuwaru niskiego i roślinność podmokłych siedlisk lądowych (olsy, mechowiska, turzycowiska, bory bagienne). Ostatecznie miejsce byłego jeziora może zająć zbiorowisko zupełnie lądowe – klimaksowe. W pewnych warunkach oprócz wypłycania, tj. podnoszenia się poziomu dna, następuje nasuwanie się na powierzchnię wody pła przybierającego postać wiszaru lub – po oderwaniu się – pływającej wyspy. Z czasem pło może pokryć większą powierzchnię, także zajmując całe lustro jeziora i stworzyć przykrywające soczewkę wody trzęsawisko. W jeziorach eutroficznych to pło paprociowe lub szalejowe tworzące torfowisko niskie, w jeziorach humotroficznych – pło torfowcowe tworzące torfowisko przejściowe mogące przekształcić się w torfowisko wysokie i bór bagienny. W jeziorach humotroficznych jest to główny sposób zarastania zbiornika.

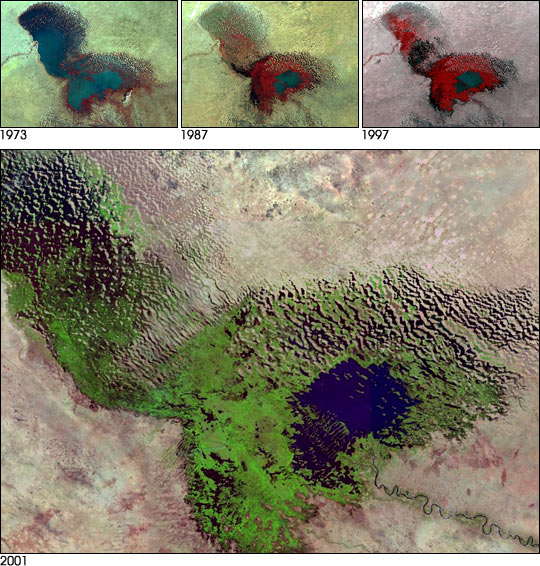
Lądowacenie jeziora Czad

Inną przyczyną lądowacenia jeziora jest obniżenie poziomu wody. Duże zmiany dotykają zwykle jezior płytkich, w których nawet nieznaczne obniżenie lustra wody odsłania duże przestrzenie dna. Przykładem jest jezioro Czad, które w ciągu swojej historii wielokrotnie znacznie zmieniało powierzchnię, a w drugiej połowie XX w. skurczyło się dwunastokrotnie. Przyczyną tak szybkiego obniżenia poziomu wody (i zmniejszenia powierzchni) w tym przypadku najprawdopodobniej jest zużycie wody przez gospodarkę ludzką, głównie rolnictwo i pasterstwo.
Zalądowienie jest przeznaczeniem w zasadzie wszystkich jezior, choć ruchy tektoniczne mogą sprawiać, że jest ono wolniejsze od procesów powiększania się jezior, np. takich, które zajmują rozszerzający się rów tektoniczny. Powierzchnia jezior, które powstały na ziemiach polskich po ostatnim zlodowaceniu, zmniejszyła się o ok. 30%, w tym część jezior zanikła całkowicie. Zajęło to 10–12 tys. lat. Szacuje się, że stosunkowo duże jeziora przepływowe znikną za kilkanaście lub kilkadziesiąt tysięcy lat – Jezioro Bodeńskie za 12 000 lat, Jezioro Ałtajskie za 36 000 lat, a Jezioro Genewskie za 40 000 lat.
Etap lądowacenia, w którym powstaje bagno bywa nazywany zabagnieniem, jednak termin ten najczęściej stosowany jest do procesu o przeciwnym kierunku, tzn. do zjawiska przekształcania środowiska lądowego w środowisko mokradłowe. Mniej wieloznacznym terminem jest zamulenie.